# 천진펑
천진펑(陳金鋒, 1977년 10월 28일 - )은 전 중화민국의 프로 야구 팀 라미고 몽키스의 우투우타 지명타자이다. 미국 메이저 리그 로스앤젤레스 다저스에서 뛰었으며, 대만으로 돌아와 2006년 현재까지 라뉴에서 팀의 중심타자로 맹활약하고 있다. 타이완 원주민의 하나인 시라야족 출신이다. 친형은 퉁이 라이온즈에서 뛰었던 천롄홍이다.